# Kung Fu Meets the Dragon
Kung Fu Meets the Dragon je petnaesti studijski album sastava The Upsetters, a šesnaesti ukupno. Album je sniman u studiju Black Ark Leeja Perryja. Izašao je 1975. godine pod etiketom DIP, a producirao ga je Lee Scratch Perry. Žanrovski pripada dubu,  roots reggaeu, rocksteadyju i political reggaeu. Dijelom je Perryjeve trilogije, koja obuhvaća albume Kung Fu Meets the Dragon, Return of Wax i Musical Bones.
Tema albuma su borilačke vještine. Veći dio albuma čine instrumentalne obrade materijala koje je producirao Perry (Hold Them Roya Shirleya, Kung Fu Linvala Thompsona) i ostalih glazbenik uradaka, obogaćenih Perryjevim zaštitnim znakom - perkusijama i produkcijskim trikovima kao što su phasing, overdubbing i drugi te  talkover nadahnut valom filmova o borilačkim vještinama koji su u ono vrijeme bili popularni.
Na albumu se pojavljuje jamajčki poliinstrumentalist Augustus Pablo na melodici (pretpostavlja se i na klavijaturama također). Njegov nježni način svirke je dao drukčiji melodijski ugođaj.
Produkcija je slična kao i na sljedećem albumu Revolution Dub, kojeg se nedavno priznalo pionirskim.
Reizdan je 1995.

## Popis pjesama

### Strana A
1. Theme from Hong Kong
2. Heart of the Dragon
3. Hold Them Kung Fu
4. Flames of the Dragon
5. Scorching Iron

#### Strana B
1. Black Belt Jones
2. Skango
3. Fungaa
4. Black Belt
5. Iron Fist
6. Kung Fu Man

## Sastav
- producent: Lee Scratch Perry
- pjevač: Lee Scratch Perry
- bubnjevi: Mikey Boo Richards i Ben Bow
- bas-gitara: Boris Gardiner
- akustična gitara: Chinna
- klavijatura: Keith Sterling
- rog: Bobby Ellis i Dirty Harry
- perkusije: Skully i Lee Scratch Perry
- melodika: Augustus Pablo

## Vanjske poveznice
- (engleski) Kung Fu Meets the Dragon na All Music Guide
- (engleski) Kung Fu Meets the Dragon na roots-archives.com  Arhivirana inačica izvorne stranice od 6. listopada 2008. (Wayback Machine)
- (engleski) Kung Fu Meets the Dragon na Ethernal Thunder  Arhivirana inačica izvorne stranice od 8. rujna 2008. (Wayback Machine)